# Manthorpe (nära Grantham)
Manthorpe är en ort i civil parish Belton and Manthorpe, i distriktet South Kesteven, i grevskapet Lincolnshire, i England. Manthorpe var en civil parish 1894–1931 när blev den en del av Belton and Manthorpe. Civil parish hade 166 invånare år 1921.